# Stensättra tomtområde
Stensättra tomtområde – miejscowość (tätort) w Szwecji, w regionie administracyjnym (län) Sztokholm, w gminie Nykvarn.
Według danych Szwedzkiego Urzędu Statystycznego liczba ludności wyniosła: 236 (31 grudnia 2015), 429 (31 grudnia 2018) i 421 (31 grudnia 2019).